# Phlapphla Chai (huyện)
Phlapphla Chai (tiếng Thái: พลับพลาชัย) là một huyện (‘‘amphoe’’) thuộc tỉnh Buriram, đông bắc Thái Lan.

## Địa lý
Các huyện giáp ranh (từ phía nam theo chiều kim đồng hồ) là Prakhon Chai, Mueang Buriram, Krasang của tỉnh Buriram và Prasat của tỉnh Surin.

## Lịch sử
Tiểu huyện (King Amphoe) đã được thành lập ngày 1 tháng 4 năm 1989, khi tambon được tách khỏi Prakhon Chai. Đơn vị này đã được nâng thành huyện ngày 4 tháng 7 năm 1994.

## Hành chính
Huyện này được chia thành 5 phó huyện (tambon), các đơn vị này lại được chia thành 67 làng (muban). Phlapphla Chai là một thị trấn (thesaban tambon) nằm trên một phần của tambon Sadao. Có 5 tổ chức hành chính tambon (TAO).
| Số TT | Tên         | Tên tiếng Thái | Số làng | Dân số |  |
| ----- | ----------- | -------------- | ------- | ------ |  |
| 1.    | Chan Dum    | จันดุม           | 18      | 10.421 |  |
| 2.    | Khok Khamin | โคกขมิ้น         | 15      | 9.266  |  |
| 3.    | Pa Chan     | ป่าชัน           | 10      | 5.852  |  |
| 4.    | Sadao       | สะเดา          | 13      | 9.158  |  |
| 5.    | Samrong     | สำโรง          | 11      | 8.076  |  |